# Veelkleurige zeeduizendpoot
De veelkleurige zeeduizendpoot (Hediste diversicolor) is een borstelworm uit de familie Nereididae. De soort is ook bekend onder het synoniem Nereis diversicolor. De Nederlandse naam is zager. Hij leeft in het noord-oost Atlantische getijdengebied in zelfgegraven gangen in zand of modder. De soortnaam "diversicolor" heeft te maken met de kleurverandering van bruin naar groen die optreedt als het voortplantingsseizoen nadert. Hediste diversicolor werd in 1776 voor het eerst wetenschappelijk beschreven door de Deense naruuronderzoeker Otto Friedrich Müller.

## Beschrijving
De veelkleurige zeeduizendpoot kan tot 10 cm lang worden en negentig tot honderdtwintig segmenten hebben als ze volwassen zijn. Het lichaam van de worm bestaat uit een kop met vier ogen, een cilindrisch, gesegmenteerd lichaam en een staartstukje. De kop bestaat uit een prostomium (gedeelte voor de mondopening) en een peristomium (gedeelte rond de mond) en draagt gepaarde aanhangsels (palpen, antennen en cirri). Elk lichaamssegment heeft een paar borstelige aanhangsels die worden gebruikt om te lopen en te zwemmen.  Over de rug loopt een prominent bloedvat. Deze borstelworm is lichtbruin maar verandert in groen naarmate de geslachtsklieren volwassen worden en het broedseizoen nadert.

## Biologie
Het is een omnivoor die zijn dieet aanpast aan wat beschikbaar is. Het voedsel kan zowel bestaan uit detritus als uit kleine ongewervelden die met de sterke kaken gevangen worden. Zaden van slijkgras, die anders oneetbaar zijn, kunnen in de gang naar binnen worden getrokken om ze te laten kiemen, waardoor een goede kwaliteit voedsel wordt geproduceerd. Dit is een van de weinige voorbeelden van "tuinieren" in het dierenrijk.

## Verspreiding
De veelkleurige zeeduizendpoot is inheems in de Noordoost-Atlantische Oceaan van Noord-Europa tot Marokko en de Middellandse Zee, de Zwarte Zee en de Zee van Azov. Geïntroduceerde populaties zijn bekend uit de Noordwest-Atlantische Oceaan, waaronder de Saint Lawrencebaai, de Fundybaai en de Golf van Maine. Het dier wordt vaak aangetroffen in modderige sedimenten in intergetijdengebieden en ondiepe subtidale estuaria met een laag of zeer variabel zoutgehalte.

## Gebruik
Zagers zijn een geliefd aas in de sportvisserij.